# Magnolia iltisiana
Magnolia iltisiana är en magnoliaväxtart som beskrevs av Vazquez. Magnolia iltisiana ingår i släktet Magnolia och familjen magnoliaväxter. Inga underarter finns listade i Catalogue of Life.